# Остінбург (Огайо)
Остінбург (англ. Austinburg) — переписна місцевість (CDP) в США, в окрузі Ештабула штату Огайо. Населення — 505 осіб (2020).

## Географія
Остінбург розташований за координатами 41°46′9″ пн. ш. 80°51′20″ зх. д. / 41.76917° пн. ш. 80.85556° зх. д. (41.769168, -80.855605).  За даними Бюро перепису населення США в 2010 році переписна місцевість мала площу 8,50 км², уся площа — суходіл.

## Демографія
Згідно з переписом 2010 року, у переписній місцевості мешкало 516 осіб у 173 домогосподарствах у складі 106 родин. Густота населення становила 61 особа/км².  Було 183 помешкання (22/км²).
Расовий склад населення:
| - 97,5 % — білих - 0,8 % — чорних або афроамериканців - 0,6 % — корінних американців - 0,4 % — азіатів |

До двох чи більше рас належало 0,8 %. Частка іспаномовних становила 1,4 % від усіх жителів.
За віковим діапазоном населення розподілялося таким чином: 15,7 % — особи молодші 18 років, 53,1 % — особи у віці 18—64 років, 31,2 % — особи у віці 65 років та старші. Медіана віку мешканця становила 52,5 року. На 100 осіб жіночої статі у переписній місцевості припадало 76,1 чоловіків;  на 100 жінок у віці від 18 років та старших — 69,3 чоловіків також старших 18 років.
За межею бідності перебувало 17,0 % осіб, у тому числі 0,0 % дітей у віці до 18 років та 34,6 % осіб у віці 65 років та старших.
Цивільне працевлаштоване населення становило 148 осіб. Основні галузі зайнятості: виробництво — 36,5 %, освіта, охорона здоров'я та соціальна допомога — 34,5 %, транспорт — 7,4 %, сільське господарство, лісництво, риболовля — 7,4 %.